# Llindars
Llindars es una localidad española del municipio de Ribera d’Ondara, perteneciente a la provincia de Lérida, en la comunidad autónoma de Cataluña.

## Historia
Hacia mediados del siglo XIX, el lugar tenía contabilizada una población de 20 habitantes. La localidad aparece descrita en el décimo volumen del Diccionario geográfico-estadístico-histórico de España y sus posesiones de Ultramar de Pascual Madoz de la siguiente manera:

LLINDAS: l. agregado al ayunt. de San Pedro de Arguelles, en la prov. de Lérida (9 leg.), part. jud. de Cervera (1 1/3), aud. terr. y c. g. de Barcelona (15): dióc. de Vich (15 1/2): sit. sobre una altura donde le combaten los vientos del N. y el O.; su clima es frio en invierno, y en verano muy perjudicado por los granizos, bastante saludable. Se compone de 7 casas, una igl. (Sto. Tomás) aneja de Rubinat, cementerio á pocos pasos del pueblo y un pozo dentro del pueblo, de cuya agua se sirye el vecindario para sus necesidades. Confina el térm. por el N. con Rubinat; E. Pavía; S. Guardia-helada, y O. Cisguella: le baña un pequeño arroyo que pasa inmediato á la pobl. El terreno es de mala calidad y algo montuoso, poblado de algunos robles, encinas y mucha maleza para combustibles. caminos; en mal estado y de herradura dirigen á los pueblos circunvecinos y á la cap. del part., de donde recibe la correspondencia por un encargado que pasa á recogerla una vez cada semana. prod.: centeno, escaña y legumbres; hay ganado vacuno para la labranza y caza de perdices en abundancia. pobl.: 3 vec., 20 alma. cap. imp.: 11,494 rs. contr.: el 14'48 por 100 de esta riqueza.
(Madoz, 1847, p. 500)

En la actualidad pertenece al municipio de Ribera d’Ondara. En 2022, tenía empadronados 8 habitantes.